# Soevereiniteit in eigen kring

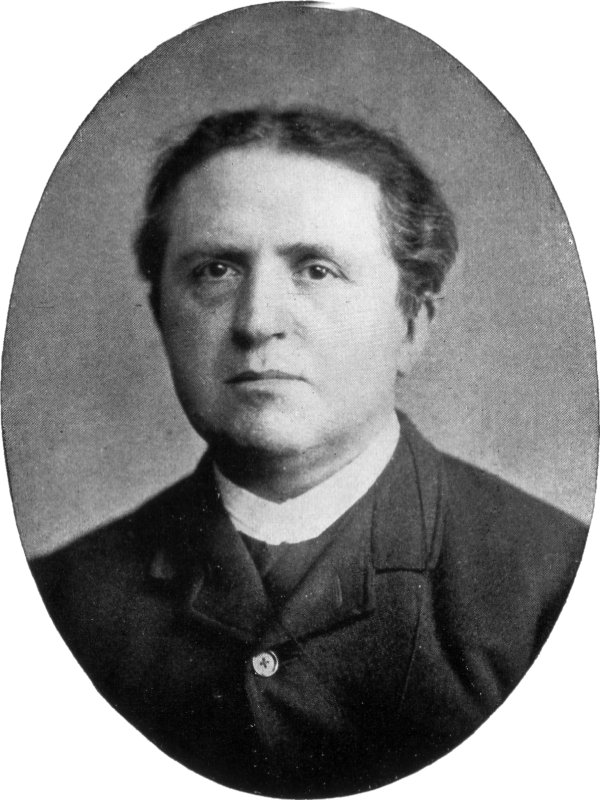
Abraham Kuyper

Soevereiniteit in eigen kring is een onderdeel van het neocalvinistische gedachtegoed van Abraham Kuyper. Hiermee wordt bedoeld dat elke levenskring zijn eigen onafhankelijk gezag heeft en niet onder dat van een andere levenskring staat. Zo zijn het gezin, de economie, de kerk en het onderwijs soeverein in eigen kring. Kuyper heeft dit bijvoorbeeld geconcretiseerd in de oprichting van de Vrije Universiteit. Deze was vrij van invloed van de kerk en van de staat. Ook het theologie-onderwijs binnen de universiteit was daarmee relatief zelfstandig van de kerk ook al werden hier de predikanten opgeleid voor de Gereformeerde Kerken in Nederland.
De idee van soevereiniteit in eigen kring berust op de scheppingsleer. God heeft de ordeningen geschapen. Deze hebben daardoor een eigen zelfstandigheid.
Kuyper zei over de soevereiniteit in eigen kring: "Zonder souvereiniteit in eigen kring is de staatsmacht onbepaald gebiedend; beschikkend over de personen, over hun leven, over hun rechten, over hun consciëntie, tot zelfs over hun geloof." Hieruit blijkt dat Kuyper deze leer van de soevereiniteit in eigen kring dus ook als een middel zag tegen staatsabsolutisme.
Filosofen als Dooyeweerd en Vollenhoven hebben dit principe filosofisch uitgewerkt. Het gedachtegoed van Dooyeweerd en Vollenhoven wordt uitgedragen door de Stichting voor Christelijke Filosofie.
Het idee van 'soevereiniteit in eigen kring' nam een belangrijke plaats binnen de Anti-Revolutionaire Partij (ARP) waar Abraham Kuyper de oprichter van was. Naast Kuyper en de ARP hanteerden ook Groen van Prinsterer en SGP'er Gerrit Hendrik Kersten hanteerden dit concept.

## Verzuiling
Soevereiniteit in eigen kring wordt vaak in verband gebracht met de verzuiling. Het wordt dan geregeld opgevat als dat iedere zuil zijn eigen interne gezag heeft, voortvloeiend uit 'eigen wetmatigheden'. Deze opvatting is slechts gedeeltelijk juist. Het verband tussen soevereiniteit in eigen kring en verzuiling is eerder dat het de macht van de staat beperkt in de verschillende levenskringen. Het vormt zo een rechtvaardiging van de bijzondere school, die niet onder verantwoordelijkheid valt van de staat. Staat en school zijn namelijk aparte kringen die beiden soeverein zijn in hun eigen kring. Zo kon er ook ruimte ontstaan voor andere organisaties die hun eigen verantwoordelijkheid hadden op verschillende levensgebieden en een onderdeel vormden van de verschillende zuilen.

## Apartheid
Het idee van 'soevereiniteit in eigen kring' belandde via de Nederduits Gereformeerde Kerk in Zuid-Afrika en speelde daar een belangrijke rol bij de ontwikkeling van apartheid, waarbij het werd vermengd met racistische opvattingen.  Over de invloed van Kuypers denken op het concept 'apartheid' bestaan verschillende meningen, met als oorzaak een verschil in interpretatie van Kuypers denksysteem of toepassingen.
Was Abraham Kuyper de vader van de apartheid? zo vraagt Patrick Baskwell zich af. Het antwoord is geen ja en geen nee, omdat het concept van de 'soevereiniteit in eigen kring' in een andere situatie en om heel verschillende redenen werd toegepast. Hij is niet de ideologische vader.
J. Verkuyl was heel stelling: "Heel die zogenaamde Bijbelse verdediging van de apartheid is volledig onzin, pseudotheologie, een ketterij".